# Hirschbühel
Der Hirschbühel (641 m) ist ein Hügel in der Nähe von Geretsried.

## Topographie
Der Hirschbühel befindet sich am Rand des Naturschutzgebietes Babenstubener Moore (NSG-00325.01), etwa in der Mitte zwischen den Weilern Babenstuben und Schwaigwall gelegen.
Der höchste Punkt des Bühels ist bewaldet und nur weglos zu erreichen.